# Optus (satélite)
Esta é uma lista dos satélites operados pela Optus, uma empresa de telecomunicações australiana. O satélites Optus são divididos em 4 classes, A, B, C e D. Em setembro de 2014, encontram-se em operação os seguintes satélites, Optus B3, Optus C1, Optus D1, Optus D2, e Optus D3 e Optus 10. Os satélites Optus A1, Optus A2, Optus A3 e Optus B1 já foram aposentados. O sistema Optus é a maior rede de satélites na Austrália e Nova Zelândia.
Em 2 de fevereiro de 2014 NBN Co da Austrália escolheu a Optus para um contrato de cinco anos para operar dois satélites construídos de propósito para entregar banda larga de alta velocidade para zonas rurais e remotas da Austrália.

## Satélites
| Satélite | Fabricante                   | Data do lançamento     | Veículo lançador | Estado      | Nota                                  |
| -------- | ---------------------------- | ---------------------- | ---------------- | ----------- | ------------------------------------- |
| Optus A1 | Hughes                       | 27 de agosto de 1985   | Discovery        | Retirado    | Anteriormente conhecido por Aussat A1 |
| Optus A2 | Hughes                       | 27 de novembro de 1985 | Atlantis         | Retirado    | Anteriormente conhecido por Aussat A2 |
| Optus A3 | Hughes                       | 16 de setembro de 1987 | Ariane 3         | Retirado    | Anteriormente conhecido por Aussat A  |
| Optus B1 | Hughes                       | 13 de agosto de 1992   | Longa Marcha 2E  | Retirado    | Anteriormente conhecido por Aussat B1 |
| Optus B2 | Hughes                       | 21 de dezembro de 1992 | Longa Marcha 2E  | Fracassou   | Anteriormente conhecido por Aussat B2 |
| Optus B3 | Hughes                       | 27 de agosto de 1994   | Longa Marcha 2E  | Em operação | Anteriormente conhecido por Aussat B3 |
| Optus C1 | Mitsubishi Electric          | 11 de junho de 2003    | Ariane 5G        | Em operação | também conhecido por Defence C1       |
| Optus D1 | Orbital Sciences Corporation | 13 de outubro de 2006  | Ariane 5 ECA     | Em operação |                                       |
| Optus D2 | Orbital Sciences Corporation | 5 de outubro de 2007   | Ariane 5GS       | Em operação |                                       |
| Optus D3 | Orbital Sciences Corporation | 21 de agosto de 2009   | Ariane 5 ECA     | Em operação |                                       |
| Optus 10 | Space Systems/Loral          | 11 de setembro de 2014 | Ariane 5 ECA     | Em operação |                                       |